# Kościół św. Wojciecha w Jeleśni
Kościół świętego Wojciecha w Jeleśni – barokowy kościół należący do parafii pod wezwaniem świętego Wojciecha w Jeleśni. Znajduje się w górnej części wsi, przy drodze głównej, prowadzącej na granicę polsko-słowacką w Korbielowie. Kościół o cechach pseudobazyliki: trzy nawy, nawa główna bez okien; orientowany. Budynek został wpisany do rejestru zabytków (wraz z plebanią z roku 1817) dnia 20 sierpnia 1986 roku. W zewnętrznej architekturze kościoła widoczne są wpływy słowackie (kopuła wieży zbliżona jest do kopuł kościołów w Liptowskich Matiaszowcach i Rabčy).
Kościół posiada wieżę kwadratową o dwóch kondygnacjach z uskokami i zaokrągleniami na narożnikach, zakończoną zwieńczeniem w postaci kopulastego hełmu. We wnęce (na zewnątrz) ustawionej w stronę drogi głównej (na wschód) znajduje się Pietà; dawniej umieszczony był krucyfiks.

## Historia
Kościół świętego Wojciecha w Jeleśni nie jest pierwszym kościołem w Jeleśni. Pierwszy został zbudowany w roku 1584 przez mieszkańców wsi na tak zwanej roli Witkowej. Należał on do fary kościoła żywieckiego Narodzenia NMP (obecna konkatedra diecezji bielsko-żywieckiej). W tym samym roku Jan Wayzer z Dolnego Kubina wykonał do kościoła dzwon, na którym został wyryty napis: Vox mea, vox vitae, voco vos, ad sacra venite Anna 1584 (Głos mój, głos życia, woła was, do świętości przybywajcie, Roku 1584).
W roku 1618 proboszczem kościoła żywieckiego został ks. Wojciech Gagatowski, który zbudował na miejscu drewnianego kościoła (spłonął z nieznanych przyczyn) nowy kościół ze składek parafian. Nazwał go swoim imieniem, obierając za patrona kościoła świętego Wojciecha. Dziesięć lat później, w 1628 r., ówczesna właścicielka dóbr żywieckich, królowa Konstancja Habsburżanka, założyła i uposażyła w Jeleśni kościół parafialny. Kościół został erygowany przez komisarza biskupiego Jerzego Królikowskiego, a poświęcony przez krakowskiego biskupa pomocniczego księdza Tomasza Oborskiego w roku 1636. Po erekcji, kościół jeleśniański został odłączony od parafii żywieckiej i stał się odrębną parafią.
Dnia 10 grudnia 1658 roku zostały poświęcone przez krakowskiego biskupa pomocniczego Mikołaja Oborskiego (bratanka Tomasza) ołtarz główny oraz ołtarz świętego Wojciecha, natomiast 28 lipca 1670 roku nieistniejące ołtarze świętych Anny i Magdaleny oraz świętych Jana Chrzciciela i Sebastiana.
W 1668 roku Benedykt Briot Lotaryńczyk odlał drugi dzwon z wizerunkiem Jana Chrzciciela i Matki Bożej z Dzieciątkiem oraz z krucyfiksem i kartuszem z małym dzwonem. Pochodzenie wykonanej do kościoła sygnaturki tak przedstawił na początku XVIII w. żywiecki wójt Andrzej Komoniecki w swym „Dziejopisie Żywieckim”:
Jest polana albo dział nad Korbielowem Studant nazwana, iż tam niejaki Pochopień studenta zabił, co owce jemu zabrał. Na tej polanie owczarz jeden zapalił drzewo stojące, kadłubowate, w którym piniądze zbójeczne schowane były; a te się roztopiły i w kupę zlały. Z której materiej dzwonek sygnans na kościół jeleśniański ulany jest.
W 1685 ksiądz Sebastian Chabowski sprowadził do kościoła nowy dzwon. Znajduje się na nim napis: Vox mea sonatin ansibus tuis. Anno 1685 (Głos mój rozbrzmiewa w uszach twoich. Rok 1685). Dwa lata później ksiądz Sebastian Chabowski zmarł i został pochowany w północnej części chóru kościelnego. Na jego grobie, wybudowanym w 1680, znajduje się epitafium koloru czarnego ze złoconymi słowami w języku łacińskim: Grób ten zbudowano w roku Pańskim 1680 dnia 3 czerwca. Dzisiaj mnie jutro tobie! Ktokolwiek wzwyż ku szczytom dążysz, chwały i przepychu pragniesz, przystań tu! Boć jutro może zamknie Parka drogę twego życia. Czcigodny ojciec Sebastian Chabowski, pleban jeleśniański.
Dnia 8 grudnia 1712 papież Klemens XI wyraził zgodę na utworzenie przy kościele Bractwa Świętego Józefa. Bractwo w uroczystej procesji zostało wprowadzone do kościoła 20 września 1724.
W roku 1847 książę Karol Ludwik Habsburg ufundował do kościoła wielki dzwon o wadze 798 kg.
9 lutego 1916 w Jeleśni zjawił się oddział żołnierzy austriackich z oficerem, który zawiadomił proboszcza, że ma oddać największy dzwon. Mimo licznych zabiegów nie udało się go uratować. Rok później zarekwirowano drugi dzwon kościelny, a w 1918 r. – 50 cynowych piszczałek z nowych organów.
Po II wojnie światowej na wieży kościoła zamontowano radiostację, która transmitowała Msze Święte sprawowane w kościele. Ze względu na nielegalny montaż anteny, radiostacja została zamknięta.

## Wykaz proboszczów i administratorów[6]
- ks. Andrzej Chytrzański (1618–1645)
- ks. Sebastian Goźliński vel Sapiński (do 1668)
- ks. Jan Symellius (do 1675)
- ks. Sebastian Chabowski (do 1687)
- ks. Sebastian Sałdrzyński (do 1705)
- ks. Grzegorz Gałuszkiewicz (ok. 1705)
- ks. Jakub Owsiński
- ks. prof. Ignacy Pawluśkiewicz (1738–1804)
- ks. Alojzy Haysler (1751–1811)
- ks. Michał Niemczyk (1782–1841)
- ks. Jan Kutrzeba (1811–1848)
- ks. Jan Suwada (1807–1881)
- ks. Józef Sekera (1810–1875)
- ks. Franciszek Traufelder (1811–1877)
- ks. Wawrzyniec Stihel (1827–1887)
- ks. Franciszek Jamiński (1842–1904)
- ks. Władysław Syc (1864–1942)
- ks. Kazimierz Majgier (1895–1989)
- ks. Feliks Jura (1911–2003)
- ks. Franciszek Dłużyk (1932–1999)
- ks. Jan Jakubek (1952) – obecnie

## Zbiory (zabytki sztuki)
- strop z polichromowanych desek (kasetonowy z rozetami), pochodzący z dawnego stropu nawy głównej (1702); obecnie zdemontowany;
- pięć dwustronnych drewnianych feretronów z lat 1729–1793, które umieszczone są na filarach południowych (nawa północna) i północnych (nawa południowa); obustronne feretrony przedstawiają: świętego Józefa i świętego Mateusza (1729), świętą Małgorzatę i świętego Kazimierza (1793), Matkę Boską i Trójcę Przenajświętszą (1793), świętą Łucję i świętego Wojciecha (1793), świętego Krzysztofa i świętą Jadwigę Śląską (1793) - wykonany przez snycerza Anzelma; w 2007 r. feretrony przeszły gruntowną renowację w pracowni bielskiego konserwatora dzieł sztuki Wojciecha Odrzywolskiego[7];
- cztery konfesjonały dębowe, późnobarokowe z roku 1776, wykonane przez stolarza z Suchej Beskidzkiej Gabriela Fabiańskiego; znajdują się w nawach bocznych;
- drzwi z kruchty do nawy głównej wykonał Józef Pach w roku 1783;
- chór muzyczny, rokokowy z roku 1785, wykonał stolarz i snycerz żywiecki Józef Pach;
- dwie kropielnice kamienne w kruchcie z roku 1788 wykonane przez kamieniarza żywieckiego Wojciecha Kucharskiego;
- monstrancja z roku 1779 wykonana przez złotników krakowskich Marcina Leszyckiego i Kajetana Jastrzębskiego; w 2007 został dokupiony tron pod monstrancję;
- dwa ornaty haftowane z wieku XVIII;
- na zachodniej ścianie nawy południowej znajduje się neobarokowe epitafium ku czci ks. prof. Ignacego Pawluszkiewicza. Drewniane, złocone epitafium zwieńczone jest portretem księdza. Dolna część epitafium to tablica ze złoconymi literami: D.O.M./Na wieczną pamięć Xię. Ignacego/Pawluszkiewicza Akadmii Kra: Filozof: Doktora i Profesora/Kanonika Tarnow: Plebania Ielesniańskiego lat 36. byłego/upadłego kościoła tego przy pomocy parafianów fundatora,/oraz staraniem Jego Przes I. W. Ianowskiego Biskupa Tarnowskiego/konsekrowanego w Roku 1793, który wieku swego lat/65. dni życia dokończył 21 stycznia 1804[8];
- trzy haftowane chorągwie: z Najświętszą Maryją Panną, ze świętym Wojciechem, z krzyżem oplecionym koroną cierniową (chorągiew pogrzebowa);
- haftowany baldachim;
- z obrazów zachowały się płótna z wizerunkami świętego Ignacego Loyoli, świętego Jana Kantego i świętej Kunegundy z 1790 (obrazy nie są wyeksponowane). Obraz patrona kościoła został namalowany przez Antoniego Krząstkiewicza w roku 1857;
- chrzcielnica z roku 1790 (po prawej stronie nawy głównej, patrząc od wejścia), na szczycie której znajduje się Cherubin z trąbą; na chrzcielnicy znajdują się płaskorzeźby; podobna znajduje się w kościele Trójcy Najświętszej w Kobyłce;
- ambona z roku 1790 (po lewej stronie nawy głównej, patrząc od wejścia), na szczycie której znajduje się rzeźba Chrystusa Dobrego Pasterza, a na jej odrzwiach znajdują się tablice Dekalogu; podobnież jak na chrzcielnicy, tak i na ambonie znajdują się płaskorzeźby; na ambonę prowadzą schody z zakrystii;
- osiem pełnoplastycznych figur świętych katolickich z XVIII wieku (drewniane, złocone, początkowo zdobiły ołtarze) umieszczonych na filarach nawy głównej i pod chórem muzycznym, przedstawiających: świętego Kazimierza, świętego Wojciecha, świętego Stanisława, świętego Augustyna, Symeona, Melchizedeka, Dawida; w prezbiterium podobne figury, przedstawiające świętą Helenę i króla Dawida;
- obraz Śmierć Józefa (1812), autorstwa Józefa Wańka z Cieszyna, znajdujący się na południowej stronie prezbiterium (dawniej umieszczony w obecnym ołtarzu Matki Bożej Częstochowskiej).

## Ołtarze

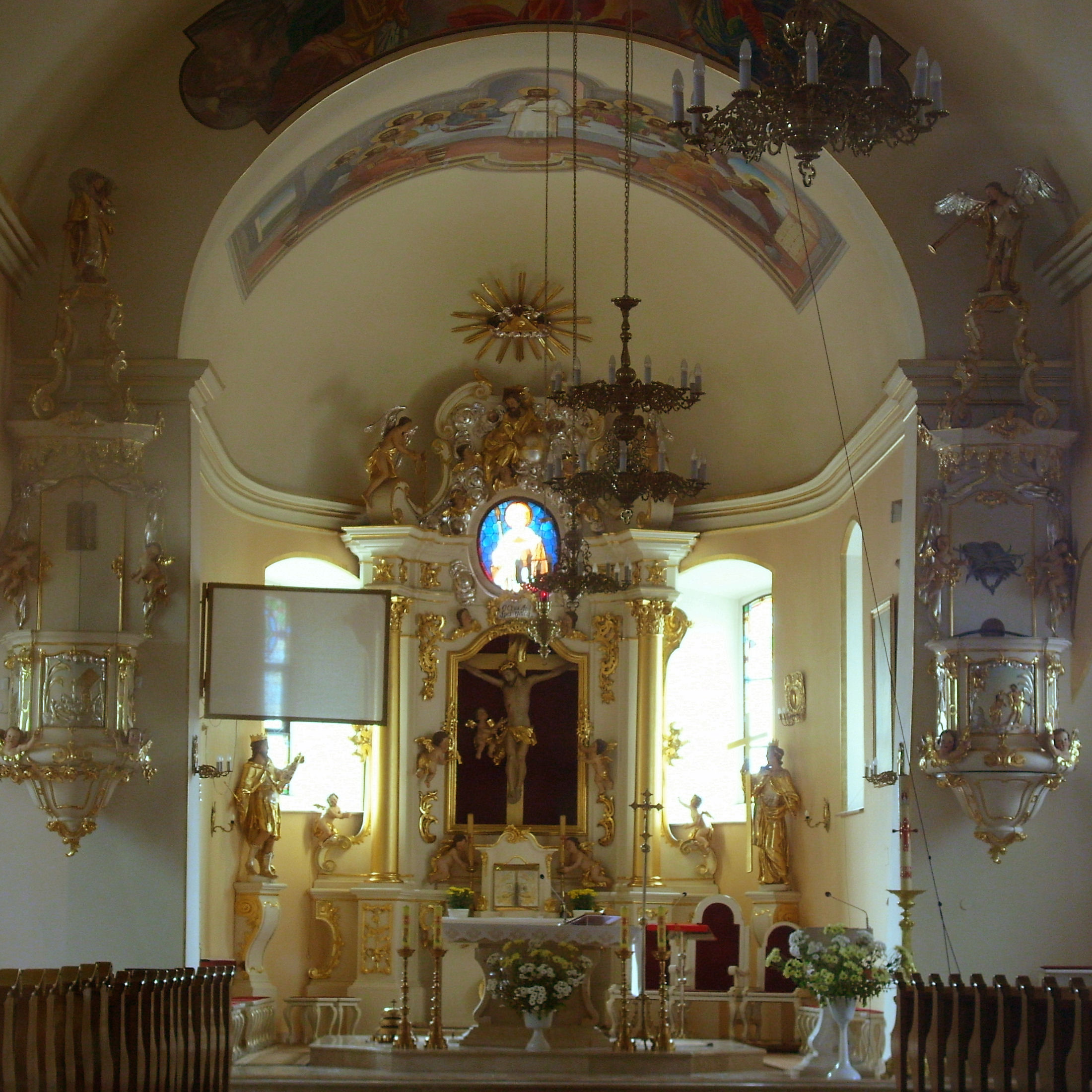
Ołtarz główny w kościele w Jeleśni

- ołtarz w nawie południowe, z połowy XVIII wieku, późnobarokowy, typu architektonicznego, z obrazem Matki Bożej Różańcowej oraz rzeźbami świętego Jana Kantego i świętego Kazimierza;
- ołtarz główny, rokokowy z 1790 roku wraz z krucyfiksem, który może być zasłonięty obrazem świętej Rodziny z XVIII wieku (obraz jest eksponowany m.in. w Okresie Adwentu, Narodzenia Pańskiego oraz w miesiącach maryjnych), pochodzącym z XVIII wieku. Nad wnęką, w której znajduje się krzyż, widnieje napis w języku łacińskim: O, Crux ave, Spes Unica (Witaj Krzyżu, jedyna nadziejo). Cały ołtarz zwieńczony jest kołowym witrażem z podobizną świętego Wojciecha, umieszczonym w barokowym wyobrażeniu Boga Ojca. Na całością króluje złote Oko Opatrzności;
- ołtarz w nawie północnej z poł. XIX wieku, przedstawiający obraz Chrystusa ukazującego się świętej Marii Magdalenie. Po bokach rzeźby: świętego Szczepana i świętego Wawrzyńca;
- ołtarz w nawie południowe, z początku XIX wieku, klasycystyczny, typu architektonicznego, dwukondygnacyjny, z obrazem świętego Augustyna. Po bokach: posągi świętych dominikańskich; druga kondygnacja: obraz świętego Jakuba Młodszego;
- ołtarz Matki Boskiej Częstochowskiej w północnej nawie z połowy XIX wieku, eklektyczny, typu architektonicznego, przyścienny, dwukondygnacyjny; obraz przykryty blachami, stylizowanymi na sukienki obrazu jasnogórskiego.

## Freski
Przed renowacją ścian kościoła, na suficie nawy głównej znajdowały się postaci świętych Kościoła katolickiego, które zostały usunięte ze stropu (w roku 2005); w prezbiterium znajduje się fresk przedstawiający Ostatnią Wieczerzę, pochodzący z XX wieku.

## Organy
Na chórze, na który prowadzą schody z kruchty, znajdują się 23- głosowe organy piszczałkowe. Instrument posiada 2 manuały oraz pedał, a także tak zwane wolne kombinacje. Organy o trakturze pneumatycznej (jedyny taki instrument w dekanacie jeleśniańskim) zostały zbudowane w 1900 r. przez firmę Otto Rieger z Karniowa na Śląsku Opawskim.
Dyspozycja organów:
Manuał I
1. Pryncypał 8'
2. Bourdon 8'
3. Salicet 8'
4. Oktawa 4'
5. Holflet 4'
6. Kwinta 2 2/3'
7. Róg nocny 2'
8. Mixtura 4 ch.
9. M II-I
10. Super II-I

Manuał II
1. Pryncypał skrzypcowy 8'
2. Rurflet 8'
3. Aeolina 8'
4. Vox coelestis 8'
5. Gemshorn 4'
6. Kwintaton 4'
7. Nasard 2 2/3'
8. Picolo 2'
9. Tercjan 1 3/5' + 1 1/3'
10. Cymbel 3 ch. 1/2'
11. Super M II
12. Tremolo M II

Pedał
1. Wiolonbas 16'
2. Subbas 16'
3. Oktawbas 8'
4. Fletbas 8'
5. Chorałbas 4'
6. M I-P
7. M II-P

## Teren przykościelny
Obok kościoła zachował się fragment dawnego cmentarza przykościelnego. Znajduje się tam 10 płyt nagrobnych kamiennych z zachowanymi napisami i kilkanaście nagrobków (m.in. Artura Zipsera- miejscowego nauczyciela, zmarłego w 1881, Józefa Łazarskiego – nauczyciela szkoły ludowej w Jeleśni, posła do galicyjskiego sejmu krajowego we Lwowie). Pod ścianą zachodnią znajdują się 4 grobowce miejscowych księży z XX w.
Na cmentarzu przy kościele został pochowany także Józef Ślopek Juraszek. Po jego pogrzebie ludzie umieścili nad jego grobem obelisk, który zaginął w niejasnych okolicznościach.
Wokół budynku kościoła rosną drzewa, uznane przez konserwatora przyrody za zabytkowe. Część z nich została wycięta, bowiem zagrażała budynkowi kościoła i nagrobkom.
W latach 90. XX w., w północnej części placu kościelnego, została wybudowana kaplica pogrzebowa, odrestaurowana i zaopatrzona w chłodnię na dwie trumny w 2011 roku.

## Ponowne poświęcenie
23 kwietnia 2004 roku, ksiądz biskup Tadeusz Rakoczy dokonał poświęcenia nowego ołtarza w kościele. Na nowo zostały także namaszczone odnowione ściany świątyni.